# Divine Oduduru
Ejowvokoghene Divine Oduduru (Ughelli, 7 oktober 1996) is een Nigeriaans sprinter. Hij nam eenmaal deel aan de Olympische Zomerspelen.

## Biografie
In 2014 behaalde Odurudu de zilveren medaille op de 200 meter op de Wereldkampioenschappen atletiek junioren, achter de Amerikaan Trentavis Friday. Ook op de Afrikaanse Spelen van 2015 behaalde Odurudu zilver op de 200 meter, dit keer achter de Ivoriaan Hua Wilfried Koffi. 
In 2016 nam Odurudu deel aan de Olympische Spelen van 2016 in Rio de Janeiro. In een persoonlijk record van 20,34 seconden kon Odurudu zich kwalificeren voor de halve finale op de 200 m. In de tweede halve finale eindigde hij op de zevende plaats en met een tijd van 20,59 seconden kon hij zich niet kwalificeren voor de finale.
Hij is aangesloten bij NSCDC.

## Titels
- Afrikaans kampioen U20 100 m - 2015
- Afrikaans kampioen U20 200 m - 2013, 2015
- Afrikaans kampioen U20 4 x 100 m - 2013, 2015
- Afrikaans kampioen U18 100 m - 2013
- Afrikaans kampioen U18 200 m - 2013

## Persoonlijke records
Outdoor
| Onderdeel | Prestatie | Datum       | Plaats |
| --------- | --------- | ----------- | ------ |
| 100 m     | 9,86 s    | 7 juni 2019 | Austin |
| 200 m     | 19,73 s   | 7 juni 2019 | Austin |

Indoor
| Onderdeel | Prestatie | Datum            | Plaats  |
| --------- | --------- | ---------------- | ------- |
| 60 m      | 6,52 s    | 23 februari 2019 | Lubbock |
| 200 m     | 20,08 s   | 23 februari 2019 | Lubbock |

## Palmares

### 100 m
- 2013:  Afrikaanse kamp. U18 - 10,62 s
- 2013: 6e in ½ fin. WK U18 - 11,05 s
- 2015:  Afrikaanse kamp. U20 - 10,44 s
- 2021: DSQ in de series OS

### 200 m
- 2013:  Afrikaanse kamp. U18 - 21,56 s
- 2013:  Afrikaanse kamp. U20 - 21,19 s
- 2013: 6e WK U18 - 21,37 s
- 2014:  WK U20 - 20,25 s
- 2014: 6e Afrikaanse kamp. - 20,81 s
- 2015:  Afrikaanse Spelen - 20,45 s
- 2015:  Afrikaanse kamp. U20 - 21,22 s
- 2016: 7e in ½ fin. OS - 20,59 s
- 2019: 8e in ½ fin. WK - 20,84 s
- 2019:  Afrikaanse spelen - 20,54 s
- 2021: 3e in ½ fin. OS - 20,16 s

### 4 x 100 m
- 2013:  Afrikaanse kamp. U20 - 40,36 s
- 2014: 6e Gemenebestspelen - 40,17 s
- 2015:  Afrikaanse kamp. U20 - 39,99 s
- 2019:  Afrikaanse spelen - 38,59 s

### medley
- 2013:  Afrikaanse kamp. U18 - 1.54,58